# Mühlenstraße 3 (Quedlinburg)

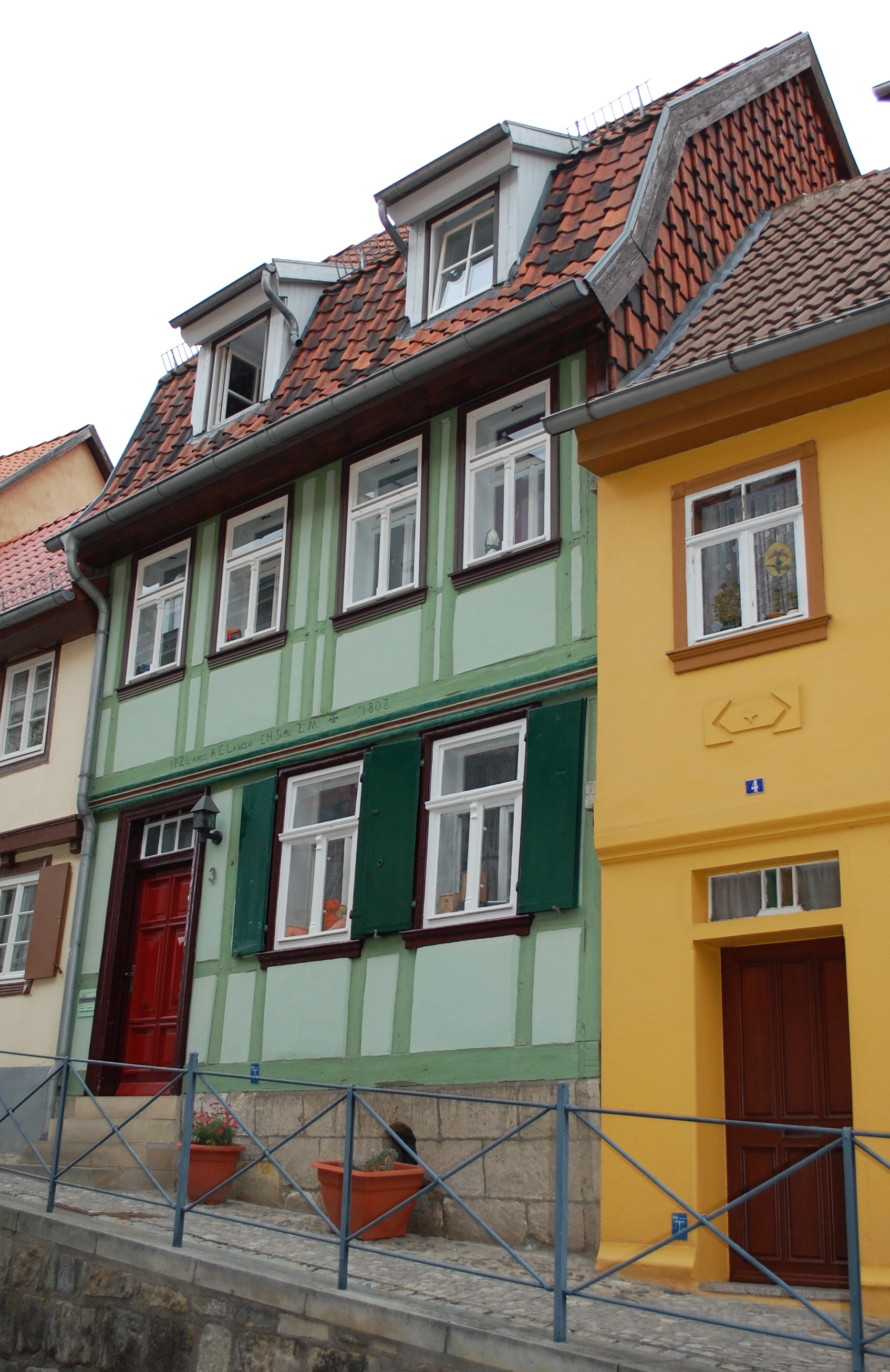
Mühlenstraße 3

Das Haus Mühlenstraße 3 ist ein denkmalgeschütztes Gebäude in der Stadt Quedlinburg in Sachsen-Anhalt. 
Es befindet sich südlich des Quedlinburger Schloßbergs erhöht über der Nordseite der Mühlenstraße. Das Gebäude gehört zum UNESCO-Weltkulturerbe und ist im Quedlinburger Denkmalverzeichnis eingetragen. Westlich grenzt das gleichfalls denkmalgeschützte Haus Mühlenstraße 2 an.

## Architektur und Geschichte
Das Fachwerkhaus entstand nach einer Bauinschrift im Jahr 1807, wobei jedoch auch 1802 als mögliches Baujahr vermutet wird. Baumeister war J.H. Sasse. Auf ihn verweist die Inschrift I H SASSE ZM. Bedeckt wird das Wohnhaus von einem Mansarddach. Die Fachwerkfassade des Hauses ist durch breite Gefache geprägt. Zur linksseitig in die Fassade eingefügte Hauseingangstür führt eine aus Sandstein gefertigte Treppe.